# Blekinge museum
Blekinge museum er et regionalt museum i Blekinge i det sydlige Sverige. Dets formål er at tydeliggøre viden om kulturarven især det blekingske og være forum for aktuel samfundsdebat. Museet virker i hele Blekinge, men har Karlskrona som hjemsted og udgangspunkt.
Blekinge museum er et fond ejet af Landstinget Blekinge, Karlskrona kommune og Blekinge Hembygdsförbund. Museets grundudstillinger viser fiskeriets udvikling, landbruget og stenhuggeri, som tidligere var hovedindkomsten sammen med båd- og skibsbyggeri. Blekinge museum driver også Vämöparken, et friluftsanlæg i udkanten af Karlskrona, som blandt andet rummer 15 bevaringsværdige bygninger.